# Фурне, Андре-Юбер
Святой Андре́-Юбе́р Фурне́ (Андрей Губерт; фр. André-Hubert Fournet, 6 декабря 1752[…], Сен-Пьер-де-Майе — 13 мая 1834[…], Ла-Пюи) — французский католический священник и соучредитель — вместе с Жанной Елизаветой Бишье де Аж — конгрегации «Сёстры Креста» (фр. Filles de la Croix, Sœurs de Saint-André).

## Биография
Родился в Вьенне в семье Пьера Фурне и Флоренс Шасслу. В детстве считал религию скучным занятием, а мать, убеждавшая его стать священником, лишь усиливала его неприятие религиозного пути. Изучал юриспруденцию и философию в Пуатье, но сбежал из школы и поступил на военную службу, чтобы досадить матери. Тем не менее мать нашла его забрала домой. Он не хотел устраиваться на работу, а его плохой почерк ограничивал возможности поиска работы. В конце концов его дядя Жан Фурне, сельский пастор, всё-таки уговорил племянника стать священником. Он был рукоположен в 1776 году, к вящему удовольствию матери.
Когда началась Французская революция, он отказался принести присягу, и тайно продолжил вести свою теперь уже незаконную пастырскую деятельность. Был арестован в Страстную пятницу, 6 апреля 1792 года. Он отказался ехать в тюрьму в экипаже, сказав, что поскольку Иисус Христос нёс Свой крест, Его последователям надлежит путешествовать пешком; в какой-то момент он сбежал и занял место мертвеца на похоронных дрогах. Фурне бежал в Испанию и вернулся во Францию только в 1797 году.
В 1798 году познакомился с Жанной Елизаветой Бишье де Аж и вместе с ней основал конгрегацию «Сёстры Креста». Составил монашеский устав новой общины. По легенде он несколько раз совершил чудо умножения пищи для членов новой конгрегации и их подопечных. Прекратил служить в церкви в 1820 году, но продолжал руководить конгрегацией до своей смерти в 1834 году. С 1820 года и до своей смерти проживал со своей сестрой.

## Почитание
Процесс причисления к лику святых начался 19 июля 1877 года при папе Пии IX, и Фурне был объявлен слугой Божьим. 10 июля 1921 года после подтверждения героической добродетели папа Бенедикт XV назвал его досточтимым.
Беатифицирован папой Пием XI 16 мая 1926 года после подтверждения двух чудес. Ещё два чуда позволили Пию XI канонизировать Фурне 4 июня 1933 года.
День памяти — 13 мая.